# Derovatellus baloghi
Derovatellus baloghi är en skalbaggsart som beskrevs av Olof Biström 1979. Derovatellus baloghi ingår i släktet Derovatellus och familjen dykare. Inga underarter finns listade i Catalogue of Life.